# Ош (Киргизстан)
Ош (кирг. Ош, трансліт. Oş) — місто республіканського підпорядкування в Киргизстані, адміністративний центр Ошської області. Місто посідає друге місце в державі за кількістю населення.

## Історія
Історія міста налічує близько 3000 років, тому Ош — одне з найстаріших міст Середньої Азії.
Ще у 8 ст. місто було відоме як центр виробництва шовку. Відомий Шовковий Шлях перетинав Алайський хребет та простягався до Кашгара на сході. Ош також відомий як початкова точка Памірського хайвею, що перетинає гори й закінчується в Таджикистані.
Місто було захоплено Російською імперією в 1876 році в ході Великої гри.
У 1990 році, незадовго до проголошення незалежності Киргизстану, у місті відбувалися етнічні сутички між киргизами та узбеками, що призвели до загибелі понад 1000 мешканців.
Під час революції 2010 року в Киргизстані президент Курманбек Бакієв переховувався в місті від повстанців. 13 травня прибічники Бакієва захопили урядові будівлі в Оші та аеропорт з метою запобігти прибуттю представників тимчасового уряду. Вони вимагали повернення Бакієва та змусили місцевого губернатора втекти. На посаду повернувся колишній губернатор Мамасадик Бакіров.

## Освіта, культура, пам'ятки
У місті діє низка вищих навчальних закладів, у тому числі Ошський технологічний університет, Ошський державний університет, Соціальний університет, Ошський гуманітарний педагогічний інститут, відділення Московського соціального університету.
Серед закладів культури Оша: три театри (Ошський обласний Киргизький драматичний театр імені С. Ібраїмова, Ошський обласний Узбецький музично-драматичний театр імені Бабура, Ошський обласний театр ляльок), філармонія, ряд музеїв.
Ош є одним із релігійних мусульманських осередків регіону. Комплекс на горі Сулайман є місцем паломництва, щонайменше від X ст., надто популярним у жіноцтва. Нині він один з об'єктів Світової спадщини ЮНЕСКО.

## Клімат
| Клімат Оша              | Клімат Оша | Клімат Оша | Клімат Оша | Клімат Оша | Клімат Оша | Клімат Оша | Клімат Оша | Клімат Оша | Клімат Оша | Клімат Оша | Клімат Оша | Клімат Оша | Клімат Оша |
| Показник                | Січ.       | Лют.       | Бер.       | Квіт.      | Трав.      | Черв.      | Лип.       | Серп.      | Вер.       | Жовт.      | Лист.      | Груд.      |            |
| Середній максимум, °C   | 2          | 4          | 12         | 18         | 25         | 31         | 33         | 32         | 27         | 19         | 13         | 5          |            |
| Середній мінімум, °C    | −6         | −5         | 2          | 6          | 11         | 16         | 18         | 17         | 11         | 6          | −2         | −4         |            |
| Норма опадів, мм        | 34         | 42         | 61         | 67         | 47         | 23         | 9          | 7          | 6          | 37         | 36         | 47         |            |
| ----------------------- | ---------- | ---------- | ---------- | ---------- | ---------- | ---------- | ---------- | ---------- | ---------- | ---------- | ---------- | ---------- | ---------- |
| Джерело: Yandex weather |            |            |            |            |            |            |            |            |            |            |            |            |            |

## Міста-побратими
- Йозгат, Туреччина

## Люди, пов'язані з Ошем
В поселенні народились:
- Джамала (Сусана Джамаладінова) — українська співачка та акторка кримсько-татарського походження.
- Ахунов В'ячеслав Романович (* 1948) — узбецький художник.

## Пам'ятники
- Пам'ятник Токтогулу Сатилганову
- Пам'ятник  Барсбек каган
- Монументальний комплекс «Айколь Манас». Відкрито в травні 2013 року
- Пам'ятник Курманжан датці
- Пам'ятник Рисбаю Абдикадирову
- Меморіальний комплекс «Вічний вогонь»
- Меморіал «Скорботна мати»
- Пам'ятник воїнам-інтернаціоналістам в Афганістані
- Пам'ятник автомобілю «ГАЗ-АА» («полуторка»)

## Панорама
| Киргизстан | Це незавершена стаття з географії Киргизстану. Ви можете допомогти проєкту, виправивши або дописавши її. |